# Aeroportul Internațional Zvartnots
Aeroportul Internațional Zvartnots (IATA: EVN, ICAO: UDYZ) este un aeroport din Zvartnots, Provincia Armavir, Armenia ce deservește zona Erevan. Aeroportul a fost tranzitat în 2022 de 3.649.764 de pasageri. A fost deschis în 1961.
Situat la o altitudine de 865 m, aeroportul dispune de 1 pistă.

## Infrastructură

### Piste
Aeroportul dispune de o singură pistă. Pista are orientarea 09/27.